# 市橋泰範
市橋 泰範（いちはし やすのり、1982年12月3日 - ）は、日本の生物学者、農学者。学位は、博士（理学）〈東京大学:博理第5553号。国立研究開発法人理化学研究所バイオリソース研究センター（BRC）植物-微生物共生研究開発チームチームリーダー 。

## 人物
1982年12月3日、愛知県犬山市出身。2001年3月、愛知県立明和高等学校を卒業。2005年3月、中部大学応用生物学部を卒業。2007年3月、中部大学大学院応用生物学研究科修士課程を卒業。2010年3月、東京大学大学院理学系生物科学専攻博士課程を修了。5月、カリフォルニア大学デービス校プラントバイオロジーポスドク研究員。2013年4月、日本学術振興会特別研究員 PD。2014年4月、国立研究開発法人理化学研究所基礎科学特別研究員。2015年12月、国立研究開発法人科学技術振興機構さきがけ研究員。2018年4月、国立研究開発法人理化学研究所バイオリソース研究センターチームリーダー。

2020年6月9日、農業生態系のデジタル化に成功〈作物生産における土壌有機態窒素の重要性を解明〉。

2023年4月13日、持続可能な農業のための堆肥-土壌-植物相互作用モデル構築に成功。

2024年2月8日、花が散りゆく仕組みを遺伝子から解明。

## 受賞
- 2021年3月17日、理研栄峰賞を受賞[6][7]
- 2014年、第19回日本植物形態学会3賞を受賞〈平瀬賞・奨励賞〉[8]。

## 委員歴
- ムーンショット型農林水産研究土壌マイクロバイオームアトラスグループ土壌ミネラル循環システム開発チーム栽培マネジメントグループ[9]